# 比勒與大龍
〈比勒與大龍〉（英語：Bel and the Dragon），也被譯作〈貝耳與大龍〉，是天主教及東正教所接受為作為《聖經》的正典之一的《達尼爾先知書》所記載的一個故事。

## 歷史
記載了〈比勒與大龍〉這個故事的作品可能是出現於公元前一世紀中葉的希伯來文作品，後來被附加在《但以理書》的希臘文譯本中。它在《七十士譯本》中被列在《但以理書》後面，但在拉丁文譯本中，它被列在《蘇撒拿傳》後面。
更正教不接受此故事為作為首正典的《但以理書》的內容的一部份，其視之為《舊約聖經》的次正典的內容的一部份，猶太教則沒有把《但以理書》本身列為構成《希伯來聖經》的先知書之一，而是把它歸類為雜集，但其前身古猶太教把它列為先知書之一。
〈比勒與大龍〉可説是目前已知的世上最古老的推理題材故事，故事主旨是揭露崇拜偶像者的所作所為的愚蠢之處和揭穿異教祭師所製造的關於多神論的騙局，藉以宣揚耶胡迪教所認可的一神論。

## 情節
在故事的開端，波斯皇國國皇阿斯提雅革逝世之後，波斯人古列繼承了皇位。有一天，國王在先知但以理監察史面前聲稱巴比倫人所崇拜的神祇比勒每天要享用大量的細麵、油和綿羊，國王詢問但以理 為甚麼他不崇拜比勒，但以理回答説他只敬拜天主，並且聲稱比勒只是一個假神，作為一個人手製作出來的神像，它裡面是泥土，外面是黃銅，因此它既不會吃，也不會喝。國王因而大為震怒，他馬上傳召負責崇拜比勒的祭師前來與但以理對質，前者打賭説如果他們不能證明比勒是吃了這些食物的真神，他們就願意受死，否則就要處死但以理，國王接受了這個請求。隨後他把食物照樣獻在神廟裏，之後關閉廟門並貼上御印封條，但以理卻暗中在地上撒滿了灰。第二天早上，供桌上的食物果然不見了，國王於是高呼説比勒不是虛假的，但但以理告訴國王，地上多了許多腳印。原來負責拜祭比勒的祭師們晚上帶同妻兒，從位於桌底下的暗門進入神廟並將被獻給比勒的食物吃光了。國王因但以理所作的提醒而洞悉了祭師的詭計，於是下令把他們處死，之後國王把被用來崇奉有着比勒的形象的神像的神廟交給但以理處置，但以理便命人摧毀了神像及神廟。
國王所崇拜的另一個神祇是一條活生生的大龍。國王聲稱因為大龍是有性命的，所以牠是活着的神祇，既然如此，那麼但以理就應該崇拜牠，但但以理説這條大龍不像天主那樣是永生不滅的，牠不是不死不滅的，隨後但以理向國王打賭説他不用刀或棍，就能殺死這條龍，國王於是賦予他做這事的權力，之後但以理將瀝青、脂油和頭髮煮成餅，送給那條龍吃，結果牠全身爆裂而死。隨後但以理諷刺崇拜牠的異教徒説：「請看, 你們所敬拜的神！」
巴比倫人眼見對於他們所崇拜的神祇的信仰被一一破除，震驚之餘，以即將殺害國王全家一事脅迫國王處死但以理。國王無可奈何，只好派人把但以理扔在獅子坑裡，可是獅子沒有傷害但以理，上主之使者更將另一位先知哈巴谷從猶大地提起來並帶他到位於巴比倫的獅子坑那𥚃，好讓他把預備好的飯菜送給但以理吃。到了第七天，國王前來哀悼但以理的離世，卻驚訝地發現他仍然活着，國王感到十分高興，於是下令釋放但以理，接着便派人把試圖害死他的人送進獅子坑，他們馬上就被獅子吞吃了。其後國王詔告天下，表示他相信天上的大主才是惟一真神，並且宣稱天下萬民都應該敬拜祂。